# 涙をみせないで 〜Boys Don't Cry〜
「涙をみせないで 〜Boys Don't Cry〜」（なみだをみせないで ボーイズ・ドント・クライ）は、Winkの4作目のシングル。1989年3月16日にポリスターより発売された。Winkのデビュー30周年である2018年4月27日には、完全限定盤として17cmアナログ・シングル（PSKR-9108）がダブル・ジャケット仕様で再リリースされている。

## 概要
表題曲は、ユーゴスラビアの音楽ユニットであるムーラン・ルージュの1988年のヒット曲「Boys Don't Cry」のカバー。Winkの楽曲として、日本語詞を及川眠子、編曲を船山基紀が担当した。
カップリング曲は「Only Lonely」。1980年にヒットしたザ・ドゥーリーズの「Body Language」が原曲で、表題曲と同じく日本語詞を及川眠子、編曲を船山基紀が担当している。
1989年1月30日と2月1日にレコーディングが行なわれており、2月14日にプロモーションビデオが撮影された。
3月16日に発売後、前作「愛が止まらない 〜Turn it into love〜」に続いて2作連続オリコンチャート1位を獲得することとなるが、初登場の3月27日付から4月10日付まで、3週連続での通算3週1位で、Winkのシングルにおける1位獲得週数は本作が最大の記録となっている。以後、100位以内には、9月25日付の74位まで、27週連続ランクインした。また1989年度のオリコン年間ランキングは売上52.341万枚で10位にランクインし、62.95万枚の「愛が止まらない」と54.873万枚の「淋しい熱帯魚」に次いで、Wink第3位のヒット曲となった。
なお、ムーラン・ルージュによる原曲は、1989年度の日本音楽著作権協会（JASRAC）発表による楽曲別の著作権使用料分配額（外国作品）において、年間1位の「愛が止まらない」に続いて2位にランクインし、Winkがカバーした洋楽曲が1位と2位を占めた。

## 収録曲
1. 涙をみせないで 〜Boys Don't Cry〜
作詞・作曲：Matjaž Kosi / 日本語詞：及川眠子 / 編曲：船山基紀
2. Only Lonely
作詞・作曲：ベン・フィンドン、マイケル・マイヤーズ、ロバート・ピュージー / 日本語詞：及川眠子 / 編曲：船山基紀

## 収録アルバム
涙をみせないで 〜Boys Don't Cry〜
- Especially For You 〜優しさにつつまれて〜
- Wink Hot Singles
- Fairy Tone - オリジナル・カラオケ
- Fairy Tone 2 - オリジナル・カラオケ
- Raisonné
- Diary
- Wink Volume 1
- WINK MEMORIES 1988-1996 - リマスタリング

Only Lonely
- Especially For You 〜優しさにつつまれて〜
- Fairy Tone - オリジナル・カラオケ
- Diamond Box - ノン・ストップ II
- Back to front

## テレビ番組における歌唱
※ 在京キー局のテレビ番組の放送日は首都圏のもの。地方の系列局の放送日は異なる場合がある。
涙をみせないで 〜Boys Don't Cry〜
| 放送日 (曜日)                 | 収録日 (曜日)          | 番組名                                     | 放送局         | 衣装 | 備考 |
| ----------------------------- | ---------------------- | ------------------------------------------ | -------------- | ---- | --- |
| 1989.03.05 (日)[注 4]         | 1989.02.23 (木)[注 5]  | 歌謡びんびんハウス[注 4]                   | テレビ朝日     | Ａ   | |
| 1989.03.10 (金)[9]            | 1989.03.10 (金)        | ミュージックステーション[9]                | テレビ朝日     | Ｂ   | |
| 1989.03.11 (土)               | 1989.02.15 (水)[注 6]  | サタデーポップ'88                          | TBS            | Ａ   | |
| 1989.03.11 (土) 深夜          | 1989.03.11 (土) 深夜   | エンドレスナイト                           | 関西テレビ     | Ａ   | |
| 1989.03.12 (日)[注 7]         | 1989.02.28 (火)[注 8]  | 歌え!ヒット・ヒット[注 7]                  | テレビ東京     | Ｆ   | Winkは既製品の衣装を着用して出演。 |
| 1989.03.13 (月)[注 9]         | 1989.03.13 (月)        | おはよう朝日です[注 9]                     | 朝日放送       | Ｆ   | Winkは既製品の衣装を着用して出演。 |
| 1989.03.18 (土)[注 10]        | 1989.03.08 (水)[10]    | オレたちひょうきん族[注 10]                | フジテレビ     | Ａ   | |
| 1989.03.19 (日)[注 11][注 12] | 1989.03.07 (火)[注 13] | 歌え!ヒット・ヒット[注 11][注 12]          | テレビ東京     | Ｂ   | |
| 1989.03.24 (金)[11]           | 1989.03.24 (金)        | ミュージックステーション[11]               | テレビ朝日     | Ｂ   | |
| 1989.04.03 (月) 深夜[注 14]   | 1989.03.16 (木)[注 15] | 熱帯夜スペシャル[注 14]                    | テレビ朝日     | Ｆ   | 翌日オープンの沖縄県那覇市のディスコ・ZAVARESにおける同番組収録中に、1989年3月16日(木)生放送の『ザ・ベストテン』の中継が入る[注 15]。Winkは「愛が止まらない」の衣装を着用して本曲を歌唱。 |
| 1989.04.06 (木)[注 16]        | 1989.04.06 (木)        | ザ・ベストテン[注 16]                      | TBS            | Ｃ   | 第3位[12]。 「愛が止まらない」が第4位にランクイン[12]。Winkは本曲の衣装の上に、鈴木早智子が白、相田翔子が黒のドレスを着用して「愛が止まらない」を歌唱、同曲歌唱終了時にこれを脱ぎ、続けて本曲を歌唱。 前週3月30日はドラマ『痛快!ロックンロール通りファイナル』放送[注 17]のため番組が休止したが、第7位にランクイン[12]。 |
| 1989.04.08 (土)[注 18]        | 1989.04.08 (土)        | JanJanサタデー[注 18]                      | 静岡第一テレビ |      | |
| 1989.04.10 (月)[注 19]        | 1989.04.10 (月)        | 歌のトップテン[注 19]                      | 日本テレビ     | Ｂ   | 第3位。 「愛が止まらない」が第5位にランクイン[注 19]。 前週4月3日は『第3回・芸能人オールスター夢の球宴!』放送[注 20]により番組休止。 翌週4月17日は『プロ野球～東京ドーム 巨人×広島』放送[注 21]により番組休止。 |
| 1989.04.12 (水)[注 22][注 23] | 1989.04.12 (水)        | 歌のビッグファイト![注 22][注 23]          | テレビ東京     | Ｂ   | 同番組第1回放送の第1曲目として歌唱[注 22][注 23]。 |
| 1989.04.13 (木)               | 1989.04.13 (木)        | ザ・ベストテン                             | TBS            | Ｂ   | 第4位[13]。 「愛が止まらない」が第7位にランクイン[13]。 |
| 1989.04.18 (火) 深夜          | 1989.04.10 (月)[注 24] | 音楽快館 - トレンディポップス              | TBS            |      | |
| 1989.04.19 (水)[注 25]        | 1989.04.19 (水)        | 歌のビッグファイト![注 25]                 | テレビ東京     | Ｂ   | |
| 1989.04.20 (木)               | 1989.04.20 (木)        | ザ・ベストテン                             | TBS            | Ｃ   | 第4位[14]。 「愛が止まらない」が第8位にランクイン[14]。 |
| 1989.04.21 (金)[15]           | 1989.04.21 (金)        | ミュージックステーション[15]               | テレビ朝日     | Ｄ   | |
| 1989.04.24 (月)[注 26]        | 1989.04.24 (月)        | 歌のトップテン[注 26]                      | 日本テレビ     | Ｆ   | 第4位。相田翔子が紛失したとされる「Sugar Baby Love」の衣装（ピンク色のメイド服）[16][注 27]を番組が復元し、Winkはこれを本曲の歌唱の際に着用[注 26]。 「愛が止まらない」が第8位にランクイン。 前週4月17日は『プロ野球～東京ドーム 巨人×広島』放送[注 21]により番組休止。                                                  |
| 1989.04.27 (木)               | 1989.04.27 (木)        | ザ・ベストテン                             | TBS            | Ｅ   | 第1位[14]。Winkは本曲歌唱前にあみんの楽曲「待つわ」を歌う。 「愛が止まらない」が第8位にランクイン[14]。 |
| 1989.05.01 (月)[注 28]        | 1989.05.01 (月)        | 歌のトップテン[注 28]                      | 日本テレビ     | Ｄ   | 第1位。 「愛が止まらない」が第9位にランクイン。 |
| 1989.05.04 (木)[注 29]        | 1989.05.04 (木)        | ザ・ベストテン[注 29]                      | TBS            | Ｆ   | 第2位[14]。香川県坂出市の与島に停泊する観光船・咸臨丸2の船上より中継。Winkは既製品の衣装を着用して出演。 |
| 1989.05.07 (日)[注 30]        | 1989                   | TVハッスル帝国[注 30]                      | フジテレビ     | Ｂ   | |
| 1989.05.08 (月)[注 31]        | 1989.05.08 (月)        | 歌のトップテン[注 31]                      | 日本テレビ     | Ｄ   | 第1位。 |
| 1989.05.11 (木)[注 32]        | 1989.05.11 (木)        | ザ・ベストテン[注 32]                      | TBS            | Ｄ   | 第3位[14]。 |
| 1989.05.15 (月)[注 33]        | 1989.05.15 (月)        | 歌のトップテン[注 33]                      | 日本テレビ     | Ｅ   | 第3位。 |
| 1989.05.18 (木)               | 1989.05.18 (木)        | ザ・ベストテン                             | TBS            | Ｅ   | 第4位[14]。 |
| 1989.05.22 (月)[注 34]        | 1989.05.22 (月)        | 歌のトップテン[注 34]                      | 日本テレビ     | Ｅ   | 第5位。 |
| 1989.05.24 (水)[注 35][注 36] | 1989.05.24 (水)        | 歌のビッグファイト![注 35][注 36]          | テレビ東京     | Ｅ   | |
| 1989.05.25 (木)[注 37]        | 1989.05.25 (木)        | ザ・ベストテン                             | TBS            | Ｄ   | 第6位[14]。 |
| 1989.05.26 (金)[注 38]        | 1989.05.23 (火)[注 39] | MOGITATE!バナナ大使[注 38]                 | TBS            | Ｅ   | Winkは同番組で山田邦子とともにプリンセス プリンセスの楽曲「Diamonds」も歌唱。 |
| 1989.06.01 (木)[注 40]        | 1989.06.01 (木)        | ザ・ベストテン[注 40]                      | TBS            | Ｆ   | 第8位[18]。Winkは『OBCブンブンリクエスト』（ラジオ大阪）出演[注 41]のために大阪市に滞在中で、既製品の衣装を着用して同市のOMMビル屋上より中継で出演。 |
| 1989.06.04 (日)[注 42][注 43] | 1989.05.18 (木) ？     | 歌謡びんびんハウス[注 42][注 43]           | テレビ朝日     | Ｅ   | |
| 1989.06.05 (月)[注 44]        | 1989.06.05 (月)        | 歌のトップテン[注 44]                      | 日本テレビ     | Ｅ   | 第7位。 前週5月29日は第6位であったが[注 45]、鈴木早智子が咽頭炎で欠場によりWinkの歌唱はなく、過去映像を編集したものが放映される。 |
| 1989.06.12 (月)[注 46]        | 1989.06.12 (月)        | 歌のトップテン[注 46]                      | 日本テレビ     | Ｅ   | 第7位。 |
| 1989.06.19 (月)               | 1989.06.19 (月)        | 歌のトップテン                             | 日本テレビ     | Ｆ   | 第10位。Winkは、1989年8月10日発行の写真集『Double Tone』（ワニブックス）の撮影のため滞在していたハワイより電話で出演し、既製品の衣服を着用して同地で収録した歌唱映像を放映。 |
| 1989.07.22 (土)[19]           | 1989.06.05 (月)[注 47] | フラッシュ&ジャンプ[19]                    | NHK総合        | Ｅ   | NHK衛星第2で1989年6月11日(日)放送[20]。 |
| 1989.10.10 (火)[21]           | 1989.09.20 (水)[注 48] | フラッシュ&ジャンプ[21]                    | NHK総合        | Ｆ   | NHK衛星第2で1989年9月24日(日)放送[22]。 Winkは同番組でチェック柄の上着の衣装を着用し、本曲とサザンオールスターズの楽曲「ミス・ブランニュー・デイ」を歌唱[注 49]。同番組で「淋しい熱帯魚」も歌唱。 |
| 1989.11.06 (月) 深夜[注 50]   | 1989.11.06 (月) 深夜   | バレーボールワールドカップ'89開会式[注 50] | フジテレビ     | Ｆ   | Winkは同番組で、コンサート用の衣装を着用し、「淋しい熱帯魚」、「SPECIAL TO ME」、「One Night In Heaven」、「REMEMBER SWEET」、「SHINING STAR」も歌唱[注 50]。 |
| 1992.06.15 (月)[23]           | 1992.04.05 (日)        | Winkコンサートツアー'92[23]                | NHK BS2        | -    | 同番組は1992年4月5日(日)に中野サンプラザで開催された「Sapphire」コンサートを収録したもの。Winkはコンサート用の衣装を着用。 1993年1月3日(日)に再放送[24]。 ライブビデオ『WINK '92 CONCERT SAPPHIRE』（ポリスター、1992年9月26日）に本曲歌唱部分も収録。                                                                   |
| 1996.03.16 (土)[注 51]        | 1996                   | THE夜もヒッパレ[注 51]                     | 日本テレビ     | -    | 活動停止前のWink最後のテレビ出演[25]。 Winkは同番組で「いい日旅立ち」（山口百恵の楽曲）、「淋しい熱帯魚」、本曲、「愛が止まらない」、「トゥインクル トゥインクル」、「Sexy Music」のメドレーを歌い、華原朋美の楽曲「I'm proud」も歌唱[注 51]。                                                                           |
- 「衣装」欄は1989年のみ記載
- 「衣装」欄の記号：Ａ＝PV冒頭の衣装を改変したもの　Ｂ：上着がジーンズ地の衣装　Ｃ：鈴木早智子が赤色、相田翔子が緑色の衣装　Ｄ：白い上着と赤いスカートの衣装　Ｅ：黄色と黒色の衣装　Ｆ：その他（「備考」欄参照）

## カバー
涙をみせないで 〜Boys Don't Cry〜
- ヴェガ・ツァイ（中国語版）（蔡燦得、台湾の女優） - 北京語カバー。同言語でのタイトル「舞貓」。ヴェガ・ツァイによるWinkのカバーアルバム『少女時代』（台湾・林傑唱片、1991年）に収録。
- 真行寺恵里 - オムニバスカバーアルバム『J-POP エアロ伝説 ミラーボール edition』（ドライブ・ミュージック・エンタテインメント、2009年6月）、『J Dance Paradise BPM ALL』（同前、2009年7月）、『Always FEVER R40』（同前、2010年6月16日）、『Disco J Night』（同前、2011年3月23日）、および『J-POPディスコ伝説』（同前、2011年12月7日）などに収録。

## パロディ曲
淋しい病気が止まらない
- とんねるずの楽曲。Winkのヒット曲である、「淋しい熱帯魚」、「涙をみせないで」[注 52]および「愛が止まらない」のパロディ曲。とんねるずのパロディ曲アルバム『ほのちゃんにはがはえた。』（ポニーキャニオン、1990年6月27日）DISC1に収録。作詞：秋元康、作曲：後藤次利。